# Killing Heidi
Killing Heidi ist eine australische Rockband aus Victoria um das Geschwisterpaar Ella und Jesse Hooper. Um das Jahr 2000 herum hatten sie ihre größten Erfolge unter anderem mit zwei Nummer-eins-Platzierungen in den australischen Charts und vier gewonnenen ARIA Awards.

## Bandgeschichte
Ella Hooper und ihr zwei Jahre älterer Bruder Jessie wuchsen in Violet Town nördlich von Melbourne auf. Die Ausweitung des auf nationale Musik ausgerichteten Senders Triple J auf die ländlichen Gebiete inspirierte sie dazu, selbst Musik zu machen. Als junge Teenager traten sie beim lokalen Festival unter anderem auch mit zwei selbst geschriebenen Songs auf, wobei Sängerin Ella von Jessie mit der Gitarre begleitet wurde. Daraufhin bot der Besitzer eines Aufnahmestudios an, dass sie die Songs erweitert mit Schulfreunden um Bass und Schlagzeug kostenlos aufnehmen. Damit bewarben sie sich bei Triple J Unearthed und gewannen in ihrer Kategorie den Wettbewerb. Den Bandnamen fanden sie, indem sie zwei Listen machten, eine mit positiven, eine mit negativen Wörtern, und sich dann für die Kombination „Killing Heidi“ entschieden.
Paul Kosky, unter anderem Produzent von Crowded House, hörte den Song Kettle im Radio und engagierte die Band für sein Produktionslabel Wah Wah Records. Als Vertriebslabel fand sich Roadshow Music, die auch Savage Garden unter Vertrag hatten. Neben den Hoopers gehörten Schlagzeuger Adam Pedretti und Bassist Warren Jenkin zur Besetzung von Killing Heidi, als sie im August 1999 ihre erste Single Weir veröffentlichten. Ella Hopper war zu der Zeit noch 16 Jahre alt. Auf Anhieb kamen sie damit in die Top 10 der australischen Charts. Der zweite Song Mascara stieg Anfang 2000 auf Platz 1 und blieb dort 3 Wochen. Beide Songs erreichten Platinstatus. Bereits im März folgte das Debütalbum Reflector, das ebenfalls sofort an die Chartspitze sprang und insgesamt 7 Wochen dort verbrachte. Es erreichte sogar 5-fach-Platin für mehr als 350.000 verkaufte Exemplare. Der Erfolg reichte bis in die neuseeländischen Charts.
Damit gehörten Killing Heidi am Jahresende auch zu den großen Gewinnern bei den ARIA Awards, wo sie in den Hauptkategorien Album des Jahres, Durchbruch („Breakthrough Artist“) mit Album und Band des Jahres sowie in der Kategorie Rockalbum des Jahres ausgezeichnet wurden. Drei weitere Nominierungen und noch einmal zwei im Jahr darauf – für die Singleauskopplung Superman Supergirl – gab es außerdem, zwei davon bezogen sich auf Paul Kosky. Von der Musikrechte-Vereinigung APRA wurden die Hoopers 2001 als Songwriter des Jahres ausgezeichnet.
2002 versuchte die Band mit dem Album Present an den Erfolg anzuknüpfen. Erschwert wurde es dadurch, dass sich Ella Hopper zwischenzeitlich einer Stimmbandoperation unterziehen musste. Obwohl mit Heavensent und Outside of Me zwei Goldsingles enthalten waren, blieb das Album mit Platz 12 in den Charts und 8 Chartwochen deutlich hinter den Erwartungen zurück. Die Unzufriedenheit der Band führte schließlich zur Trennung von Kosky.
Das nach der Band benannte dritte Album schaffte 2004 zwar den Sprung in die Top 10 und brachte zwei weitere Goldauszeichnungen, sie traten damit aber auf der Stelle. Die Mitglieder der Band verloren das Interesse und wandten sich anderen Projekten zu. Nach der Trennung von ihrem Label legten sie 2006 Killing Heidi auf Eis.

### The Verses
Während Adam Pedretti mit der Hard-Rock-Band Monster Truck Extravaganza weitermachte, wandten sich die Hoopers in Richtung Folk und traten gemeinsam als The Verses auf. 2009 erschien ihre erste EP und im Jahr darauf das Debütalbum Seasons. In den australischen Charts kamen sie damit auf Platz 13. Es blieb aber die letzte gemeinsame Veröffentlichung. Ella Hooper kehrte 2014 mit dem Soloalbum In Tongues zurück. Die EP Venom folgte ein Jahr später.
Anlässlich des 20-jährigen Jubiläums von Killing Heidi kam es 2016 beim Queenscliff Music Festival zur Wiedervereinigung der Band. Allerdings musste Warren Jenkin ersetzt werden. Aufgrund des hohen Fanzuspruchs gingen sie im Jahr darauf erneut auf Tour. Zu weiteren Veröffentlichungen kam es aber nicht.

## Mitglieder
Kernbesetzung 1999 bis 2006:
- Ella Keighery Hooper (* 30. Januar 1983 in Violet Town), Sängerin
- Jesse „Jessie“ Hooper (* 11. Oktober 1980 in Melbourne), Gitarrist
- Warren Jenkin (* 11. Juni 1975 auf Nauru), Bassist
- Adam „Pedro“ Pedretti (* 15. April 1976 in Perth), Schlagzeuger

## Diskografie

### Alben
| Jahr       | Titel         | Höchstplatzierung, Gesamtwochen, AuszeichnungChartplatzierungen (Jahr, Titel, Platzierungen, Wochen, Auszeichnungen, Anmerkungen) | Höchstplatzierung, Gesamtwochen, AuszeichnungChartplatzierungen (Jahr, Titel, Platzierungen, Wochen, Auszeichnungen, Anmerkungen) | Anmerkungen |
| Jahr       | Titel         | AU | NZ | Anmerkungen |
| ---------- | ------------- | --- | --- | ----------- |
| 2000       | Reflector     | AU1 ×5Fünffachplatin · (44 Wo.)AU                                                                                                 | NZ19 (13 Wo.)NZ |             |
| 2002       | Present       | AU12 Gold · (8 Wo.)AU | — |             |
| 2004       | Killing Heidi | AU7 Gold · (9 Wo.)AU | — |             |
| The Verses |               | | |             |
|            |               | | |             |
| 2010       | Seasons       | AU13 (3 Wo.)AU | — |             |

### Singles
| Jahr | Titel Album                        | Höchstplatzierung, Gesamtwochen, AuszeichnungChartplatzierungen (Jahr, Titel, Album, Platzierungen, Wochen, Auszeichnungen, Anmerkungen) | Höchstplatzierung, Gesamtwochen, AuszeichnungChartplatzierungen (Jahr, Titel, Album, Platzierungen, Wochen, Auszeichnungen, Anmerkungen) | Anmerkungen |
| Jahr | Titel Album                        | AU | NZ | Anmerkungen |
| ---- | ---------------------------------- | --- | --- | ----------- |
| 1999 | Weir Reflector                     | AU6 Platin · (26 Wo.)AU | NZ41 (2 Wo.)NZ |             |
| 1999 | Mascara / Leave Me Alone Reflector | AU1 Platin · (23 Wo.)AU | NZ48 (2 Wo.)NZ |             |
| 2000 | Live Without It Reflector          | AU5 Gold · (9 Wo.)AU | NZ28 (8 Wo.)NZ |             |
| 2000 | Heavensent Present                 | AU28 Gold · (7 Wo.)AU | — |             |
| 2002 | Outside of Me Present              | AU12 Gold · (6 Wo.)AU | — |             |
| 2004 | I Am Killing Heidi                 | AU16 Gold · (11 Wo.)AU | — |             |
| 2004 | Calm Down Killing Heidi            | AU23 (6 Wo.)AU | — |             |